# سينان (أوساكا)
مدينة سينان (بالإنجليزية: Sennan) هي أحد المدن التابعة لمحافظة أوساكا. تأسست رسميًا في 01/07/1970. ويقدر عدد سكانها بـ 64916 نسمة حسب تقدير مكتب الإحصاء الياباني لعام 2012. تبلغ مساحة سينان 48.48 كم2. بكثافة سكانية تبلغ 1339 نسمة/كم2.

## معرض صور

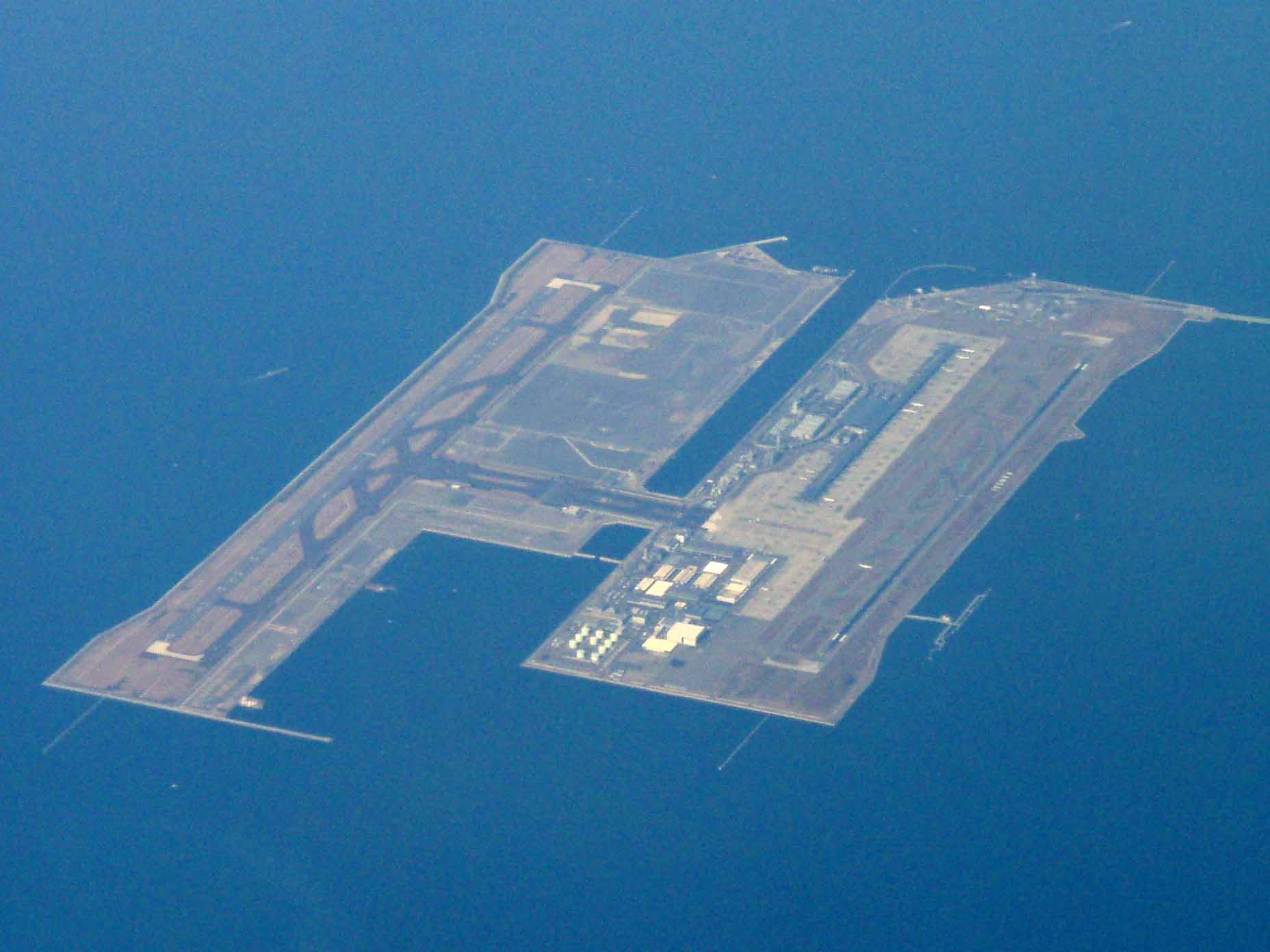
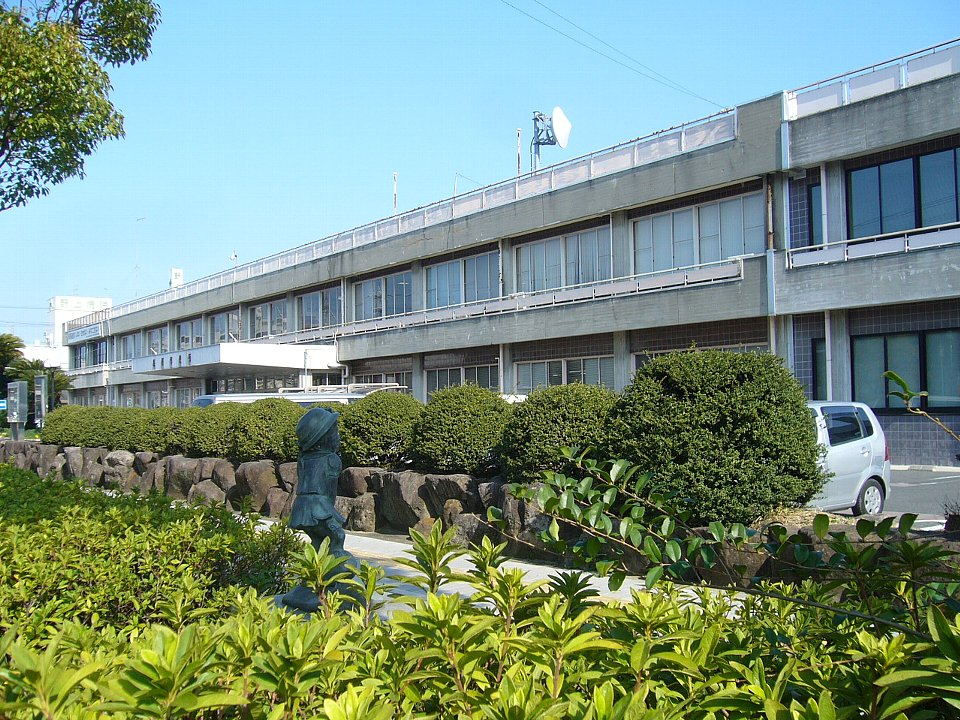
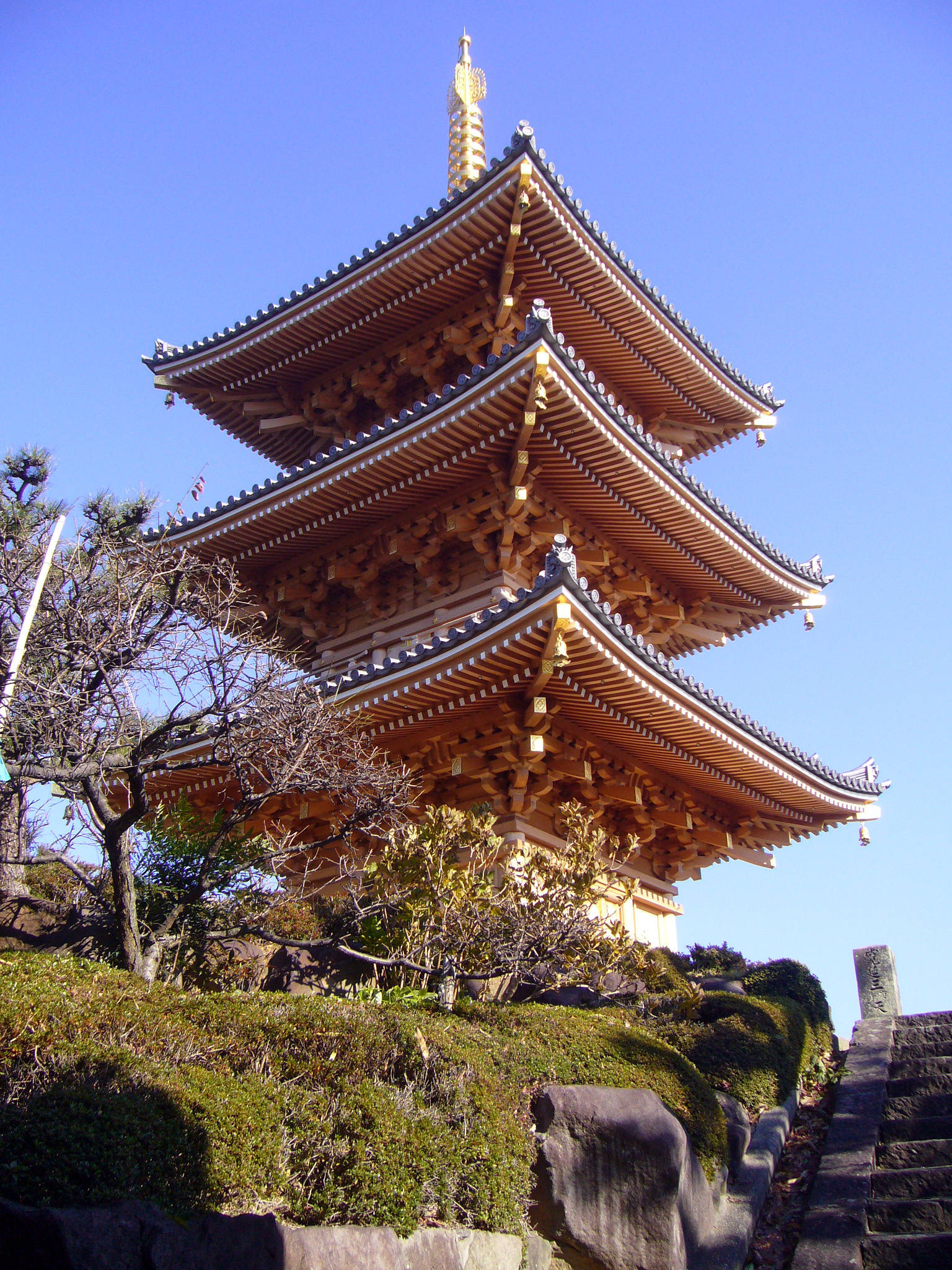

## أعلام
- هيرويوكي موري